# Apák bűne (Lost)
2004. december 8-án került először adásba az amerikai ABC csatornán a sorozat 11. részeként. Javier Grillo-Marxuach írta, és Stephen Williams rendezte. Az epizód középpontjában Jack Shephard áll.

## Ismertető
|  | Alább a cselekmény részletei következnek! |

### Visszaemlékezések
A műtőben, Jack egy fiatal nő életéért küzd. Miután a nő szíve leáll, Jack defibrillátorral próbálja újraéleszteni – sikertelenül. Jack apja, Christian is a műtőben van, és arra utasítja fiát, hogy mondja ki: a páciens meghalt. Jack tovább küszködik, mire apja ismét rászól. Jack képtelen megmenteni a nőt. Dühösen az apjára néz, és azt mondja: „mondd ki te!”
Christian összekap Jack-kel, amiért beleavatkozott a műtétjébe. Jack elmondja, hogy az egyik nővér kérésére ment be a műtőbe, ugyanis észrevette, hogy Christian keze folyamatosan remeg, minek következtében a páciens máj-artériája megsérült. Jack tudja, hogy apja a műtét előtt alkoholt fogyasztott, ami miatt képtelen volt a műtét elvégzésére.
Másnap, Christian behívja Jack-et az irodájába. Azt akarja, hogy írjon alá egy jelentést, ezzel igazolva, hogy a páciens nem az apja hibájából halt meg. Ha nem írja alá, Christian-tól megvonják az engedélyét. Jack-et ez nemigen izgatja, de az apja könyörögve kérleli őt, és kifejti, hogy a munka az élete. Végül, Christian megkönnyebbülésére, Jack aláírja a dokumentumot.
Később, Jack a kórház folyosóján látja, ahogy apja egy férfival beszélget. Egy nővér tájékoztatja Jack-et, hogy a férfi a halott páciens férje, aki perrel fenyegetőzik. Közben, a férfi zokogni kezdett, ezért Christian megpróbálja megnyugtatni őt.
Christian-nek egy bizottság előtt kell beszámolnia a műtét körülményeiről. A meghallgatáson Jack is jelen van. Döbbenten hallja, hogy az apja azt hazudja, a műtétnél azt is figyelembe vette, hogy a nő terhes volt. Jack úgy dönt, az aláírt jelentés ellenére elmondja az igazságot a bizottságnak. Beszél arról, hogy apja az alkohol befolyása alatt végezte el a műtétet, és szakmai véleménye szerint, ez vezetett a páciens halálához.

### Valós idejű történések (16. nap)
Kitör a pánik, miután Hurley rájön, hogy Ethan nem utazott a repülőn. Jack észreveszi, hogy Claire és Charlie eltűntek. Locke-kal együtt megtalálja Claire táskáját, és annak nyomait, hogy mindkettejüket elrabolták.
Kate és Boone csatlakozik Jack-hez és Locke-hoz, hogy nagyobb eséllyel találják meg a két fogságba esett túlélőt. Michael és más túlélők is velük akarnak tartani, de Locke nem akar túl nagy csapatot, ezért másfelé küldi őket.
A barlangoknál, Michael elpanaszolja Hurley-nek, hogy Locke "másodpolgárként" kezeli őt, és nem hagyja, hogy segítsen. Walt fültanúja a beszélgetésnek, és azt mondja nekik, bízniuk kellene Locke döntéseiben. Michaelt nem érdekli fia véleménye. Hurley-re bízza őt, majd elindul dél felé, hogy megtalálja Claire-t és Charlie-t.
Jack magát okolja a történtekért, mert nem hitte el Claire-nek, hogy megtámadták. John megtalálja Charlie "L" feliratú ujjkötését, ami a "LATE" (KÉSŐ) szó kezdőbetűje. Később, egy másik ösvényen megtalálják az "A" feliratú kötés is. Felmerül, hogy Charlie hagyta hátra ezeket, hogy könnyebben megtalálhassák. Az is lehet, hogy Ethan kitaposott egy másik ösvényt, elhelyezve rajta Charlie kötéseit, mert ezzel akarja őket félrevezetni. A csapat számára nem marad más választás, minthogy ketté válnak. Jack Kate-tel együtt az első ösvényen megy tovább, John és Boone a másikon.
Walt Ethan-ről beszél Sawyer-rel, és elmondja, hogy Sayid szerint más emberek is vannak a szigeten. Sawyer csak most szerez tudomást Sayid visszatértéről. Felkeresi őt, és dühösen emlékezteti rá, hogy megkínozta. Ám miután hall a francia nővel való találkozásáról, és a dzsungelben hallott suttogásokról, ez már teljesen lényegtelenné válik számára.
John és Boone továbbhalad az ösvényen. Locke egy piros ruhából tépked darabokat, és megjelöli a fákat, hogy majd visszataláljanak a táborba. Boone megkérdezi tőle, mivel foglalkozott a való világban, mire John azt feleli, egy dobozgyárban dolgozott. Boone képtelen elhinni ezt, látva, hogy John milyen jól boldogul a vadonban.
A tengerparti táborban, Walt megnyeri a Hurley-vel játszott backgammon-t (ostábla), mert különös módon folyamatosan szerencséje van, és mindig annyit sikerül dobnia a dobókockákkal, amennyi szükséges. Hurley már $20,000-ral tartozik neki vereségei miatt.
Jack és Kate megtalálja a "T"-t Charlie ujjkötéseiből. Ezt követően, Jack sikoltozást hall a távolból. Gyorsan előre szalad, hátrahagyva Kate-et, de nagy rohanásban elbotlik. Ethan-t veszi észre maga előtt. Ethan teljes erőböl rátapos Jack-re, majd figyelmezteti, hogy ha továbbra is követik őt, meg fog ölni valakit. Jack verekedni kezd vele, de Ethan könnyűszerrel elintézi, majd eltűnik. Kate utoléri Jack-et, és azt tanácsolja, üljön le egy kicsit. Jack nem akar pihenni; összeszedi magát, és folytatja Ethan követését. Csakhamar rálelnek Charlie utolsó, "E" feliratú ujjkötésére, és magát Charlie-t is megtalálják – Ethan megkötözte, és felakasztotta őt egy fára. Miután Kate levágja őt, Jack rájön, hogy Charlie nem lélegzik. Mindent megtesz az újraélesztéséért, bár Kate már teljesen biztos benne, hogy meghalt. Megpróbálja leállítani a küszködő Jack-et, de Jack tovább próbálkozik. Váratlanul, Charlie köhögni kezd és magához tér. Jack és Kate örömükben sírva fakad.
Mióta Jack és Kate visszavitte őt a táborba, Charlie némán, egyhelyben üldögél. Jack odamegy hozzá, és megkéri, mondjon el mindent, amire emlékszik, mert ezzel elősegítené Claire keresését. Charlie azt mondja, nem látott vagy hallott semmit sem, majd vészjóslóan hozzáteszi, "ők" végig Claire-t akarták. Eközben, Shannon Kate-nek fejezi ki aggodalmát, mert Locke és Boone még mindig nem tértek vissza.
A dzsungelben, Boone úgy dönt, hogy visszamegy a táborba. Locke odadobja neki a zseblámpáját, de Boone nem kapja el, és leesik a földre. Leesésekor, fémkongás hallatszódik. Locke megnézi, mire esett rá, és megállapítja, hogy az a valami acélból van. „A repülő egy darabja?” – kérdezi Boone, de Locke már sejti, hogy ez valami egészen más. Nekilátnak előásni a föld alól.
|  | Itt a vége a cselekmény részletezésének! |